# Saribek Agamjan
Saribek Agamjan – arménský esperantský básník, autor sbírky Ŝercaj ekspromptoj (Žertovné neodkladnosti, 1949). Po druhé světové válce žil v Německé spolkové republice.

## Další dílo
- Armenaj legendoj, 1949
- La kantoj pri Amo kaj Sopiro